# Birngrün
Das Birngrün (Orthilia secunda), auch Nickendes Birngrün, Nickendes Wintergrün oder Einseitswendiges Wintergrün genannt, ist die einzige Art der monotypischen Pflanzengattung Orthilia in der Unterfamilie der Wintergrün- und Fichtenspargelgewächse (Monotropoideae) innerhalb der Familie der Heidekrautgewächse (Ericaceae). Sie ist auf der Nordhalbkugel weitverbreitet.

## Beschreibung

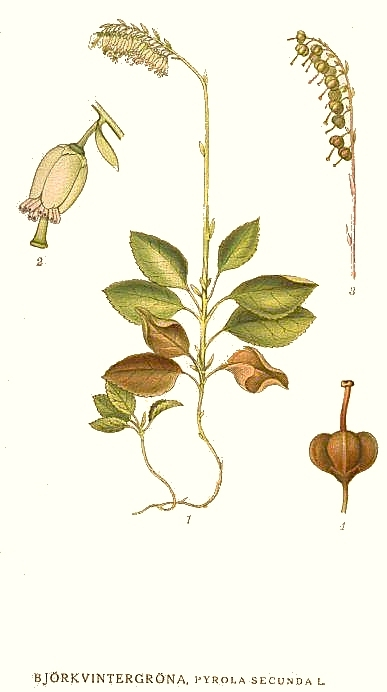
Illustration

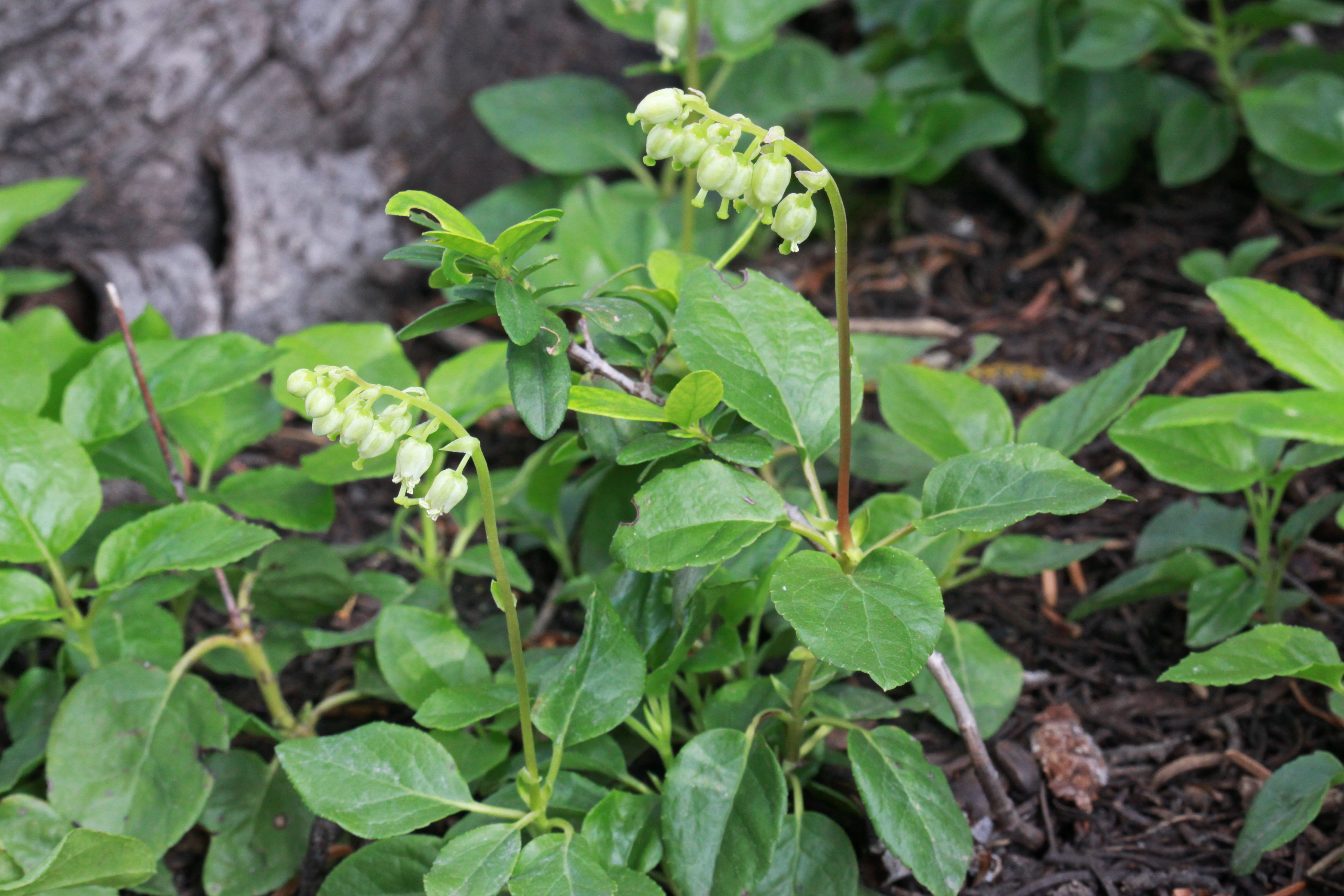
Habitus, Laubblätter und Blütenstand

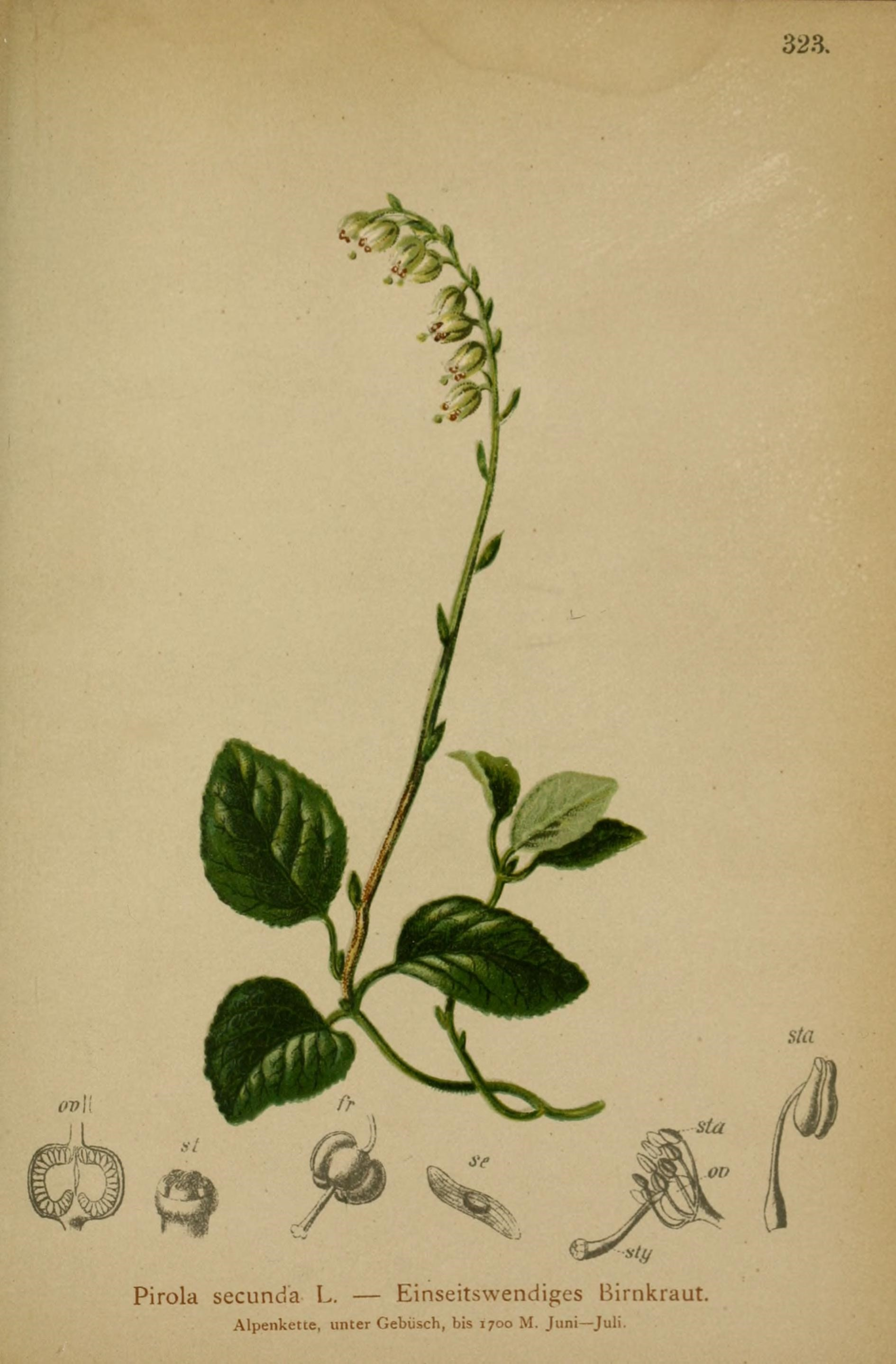
Illustration aus Atlas der Alpenflora

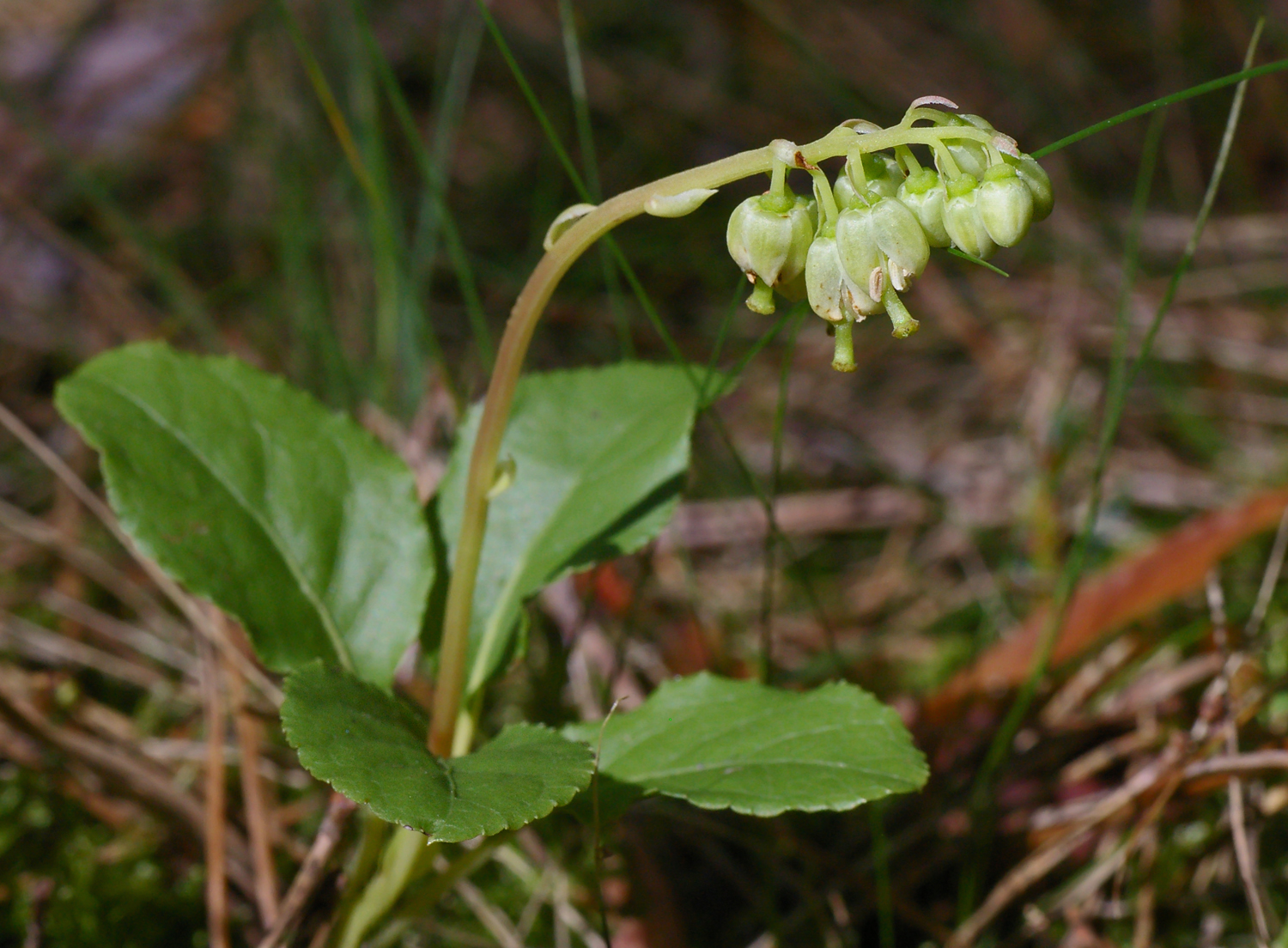
Habitus, Laubblätter und Blütenstand

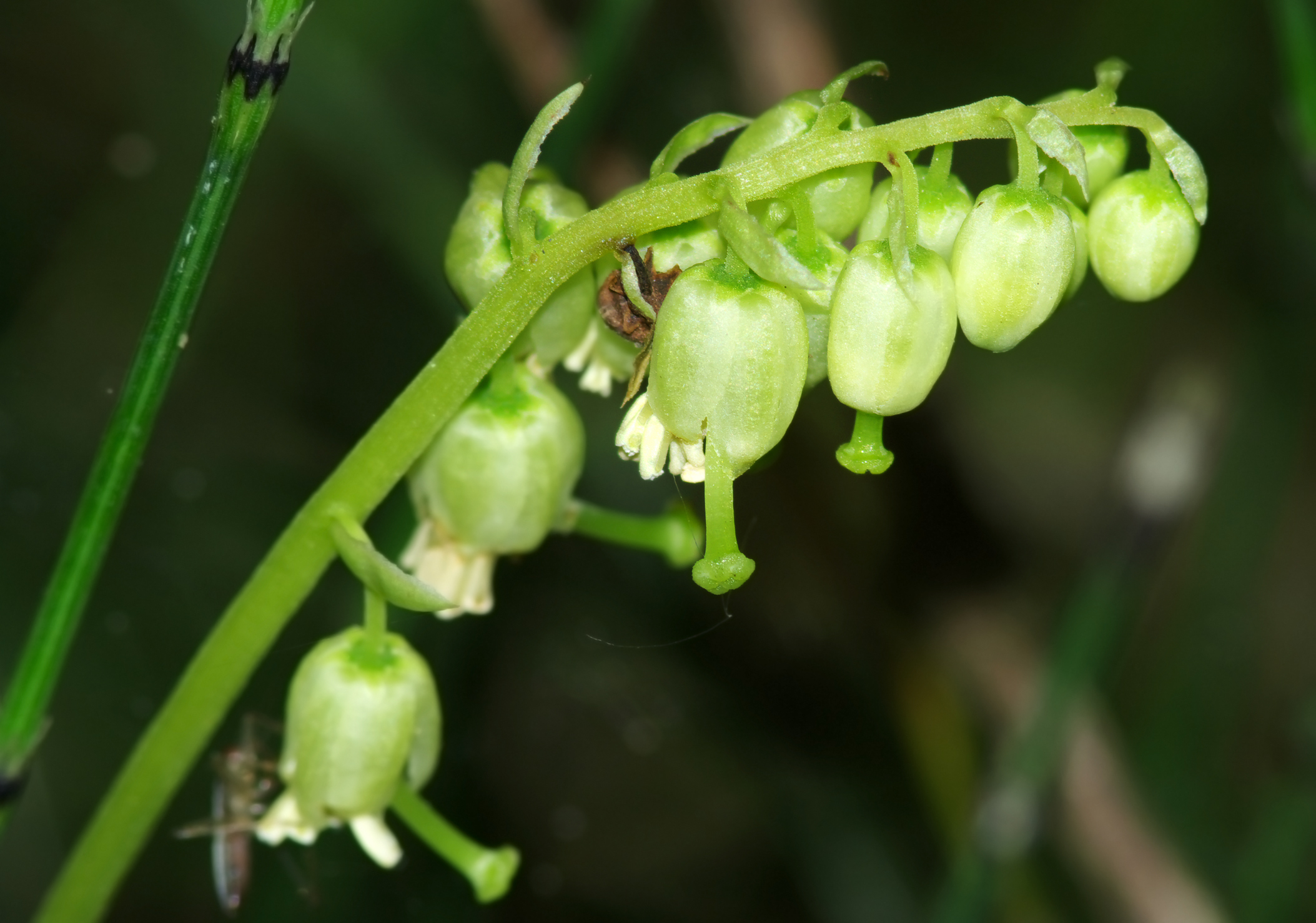
Blütenstand mit gestielten Blüten im Detail

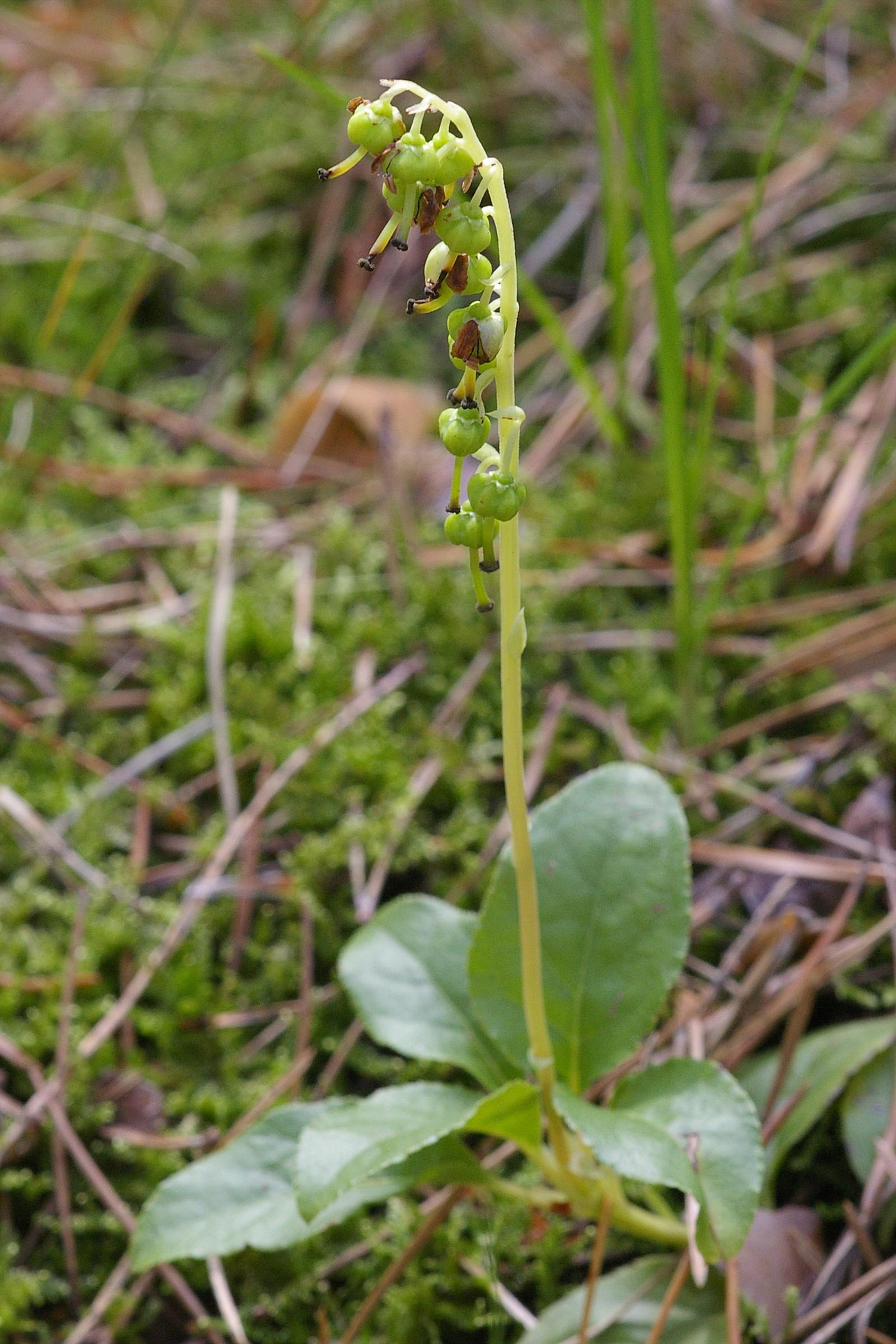
Fruchtstand kurz nach der Anthese

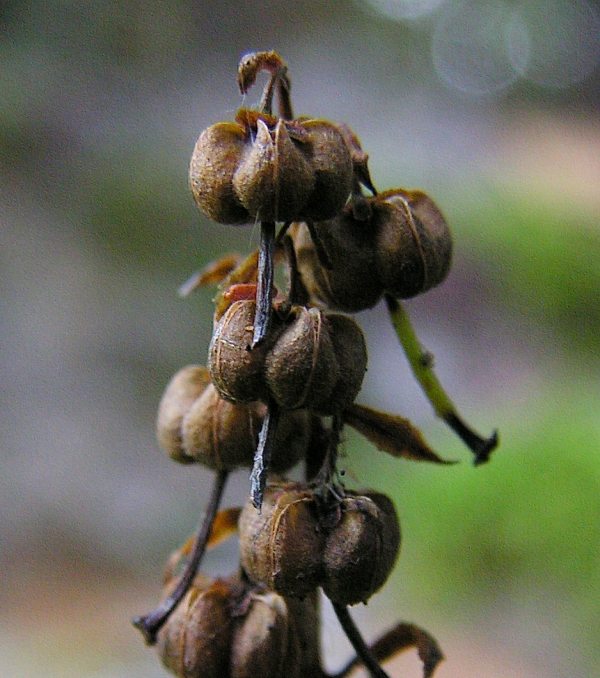
Reife Früchte

### Vegetative Merkmale
Das Birngrün ist eine immergrüne, ausdauernde krautige Pflanze, oder sie verholzt und ist ein Halbstrauch. Das Birngrün erreicht Wuchshöhen von 7 bis 15, selten bis zu 25 Zentimetern. Es bildet durch ein verzweigtes, 12 bis 27, selten bis zu 50 Zentimeter langes Rhizom meist einen klonal-truppweise wachsenden Bestand aus. Der liegende, aufsteigende oder selbstständig aufrechte Stängel ist kahl oder papillös, besonders im oberen Bereich. An älteren Stängelteilen lassen sich im Querschnitt deutlich Jahresringe erkennen.
Die Laubblätter sind unten nicht – wie bei den Pyrola-Arten – rosettig angeordnet, sondern etwas entfernt, aber nahe beieinander stehend, wechselständig und spiralig oder pseudowirtelig in selten einem, meist zwei bis vier Blattwirteln am Stängel angeordnet. Die Laubblätter sind in Blattstiel und Blattspreite gegliedert. Der kahle Blattstiel ist auf der Oberseite gefurcht und mit einer Länge von 4 bis 20 Millimetern kürzer als die Blattspreite. Die einfache, etwas ledrige Blattspreite ist bei einer Länge von meist 2 bis 4,7 (1 bis 5,8) Zentimetern sowie einer Breite von 0,7 bis 2,8, selten bis zu 3,5 Zentimetern ein- bis zweimal so lang wie breit, lanzettlich, eilanzettlich bis mehr oder weniger breit eiförmig oder elliptisch bis kreisförmig mit gerundeter bis spitzer Spreitenbasis und gerundetem bis spitzem oberem Ende. Damit erinnern sie etwas an die Laubblätter von Birnbäumen, daher der deutschsprachige Trivialname Birngrün. Der Blattrand ist glatt, gewellt oder schwach bis fein gesägt. Die ebenen oder selten zurückgebogenen Blattflächen sind kahl. Die Blattunterseite ist matt sowie hellgrün. Die Blattoberseite ist glänzend sowie grün.

### Generative Merkmale
Die Blütezeit reicht je nach Standort von Juni bis Juli oder August. Am 10 bis 20, selten bis zu 25 Zentimeter langen Blütenstandsschaft sind keine oder zwei bis sieben Hochblätter vorhanden. Die häutigen Hochblätter sind bei einer Länge von 3 bis 9 Millimetern sowie einer Breite von 1 bis 2 Millimetern pfriemlich bis mehr oder weniger breit lanzettlich mit glattem oder ausgebissen-gezähntem Rand. Meist viele (2 bis 29) zunächst nickende Blütenknospen und später abstehende Blüten stehen oft locker in einem einseitswendigen, traubigen Blütenstand zusammen. Die krautigen Tragblätter sind bei einer Länge von 4 bis 9 Millimetern sowie einer Breite von 0,4 bis 1,8 Millimetern pfriemlich bis lanzettlich-eiförmig oder schmal-eiförmig; sie sind jeweils etwa so lang wie der Blütenstiel, unter dem sie stehen und mit dem sie nicht verwachsen sind. Die Blütenstiele sind meist 3 bis 7 (1 bis 9) Millimeter lang. Deckblätter fehlen.
Die zwittrigen Blüten sind radiärsymmetrisch und fünfzählig mit doppelter Blütenhülle. Die fünf Kelchblätter sind nur an ihrer Basis verwachsen. Die fünf Kelchlappen sind bei einer Länge von 0,5 bis 1,5 Millimetern sowie einer Breite von 0,5 bis 1,3 Millimetern breit-dreieckig bis eiförmig mit gerundetem bis stumpfem oberem Ende; sie sind vollständig grün oder der Rand ist durchscheinend, weiß oder rosafarben. Die fünf freien Kronblätter sind bei einer Länge von 4,5 bis 6 Millimetern sowie einer Breite von 3 bis 4 Millimetern breit-eiförmig mit ausgebissen-gezähntem oder unregelmäßig gezähntem Rand. Die grünlich-weiße bis hell-gelbgrüne oder weiße Blütenkrone ist bei einer Länge von 3 bis 4 Millimetern schmal glockenförmig bis halbkugelig und die oberen Enden der Kronblätter neigen sich zusammen. Die zehn aufrechten Staubblätter überragen bei einer Länge von 4 bis 8 Millimetern die Blütenkrone höchstens wenig. Die kahlen Staubfäden sind im unteren Bereich bei einer Breite von 0,1 bis 0,3 Millimetern relativ breit, verschmälern sich in der Mitte kontinuierlich und sind im oberen Bereich schlank. Die bei einer Länge von 1,2 bis 1,8 Millimetern länglichen Staubbeutel öffnen sich mit zwei bei einer Länge von 0,2 bis 0,5 Millimetern sowie einer Breite von 0,2 bis 0,4 Millimeter runden bis elliptischen Poren. Die Theken sind lohfarben oder hell-braun. Meist fünf Fruchtblätter sind unvollständig zu einem fünfkammerigen, oberständigen, glatten Fruchtknoten verwachsen. Der mehr oder weniger gerade Griffel kann im oberen Bereich verbreitert sein, ist bei einer Länge von 3 bis 5, selten bis zu 7 Millimeter länger als der Fruchtknoten und ragt deutlich aus der Blütenkrone hervor. Die schildförmige, fünflappige Narbe besitzt einen Durchmesser von 1,4 bis 2 Millimetern und fünf Furchen.
Die Fruchtstiele sind zurückgekrümmt. Die bleibenden Kelchblätter liegen an der Frucht an oder stehen ab. Die hängende, bei einer Höhe von 3 bis 5 Millimetern sowie einem Durchmesser von 4 bis 6 Millimetern fast rundliche Kapselfrucht öffnet sich fachspaltig (lokulizid) mit meist fünf Fruchtklappen und enthält etwa 1000 Samen. Die spindelförmigen Samen sind geflügelt.

### Chromosomensatz
Die Chromosomengrundzahl beträgt x = 19, es liegt Diploidie mit einer Chromosomenzahl von 2n = 38 vor.

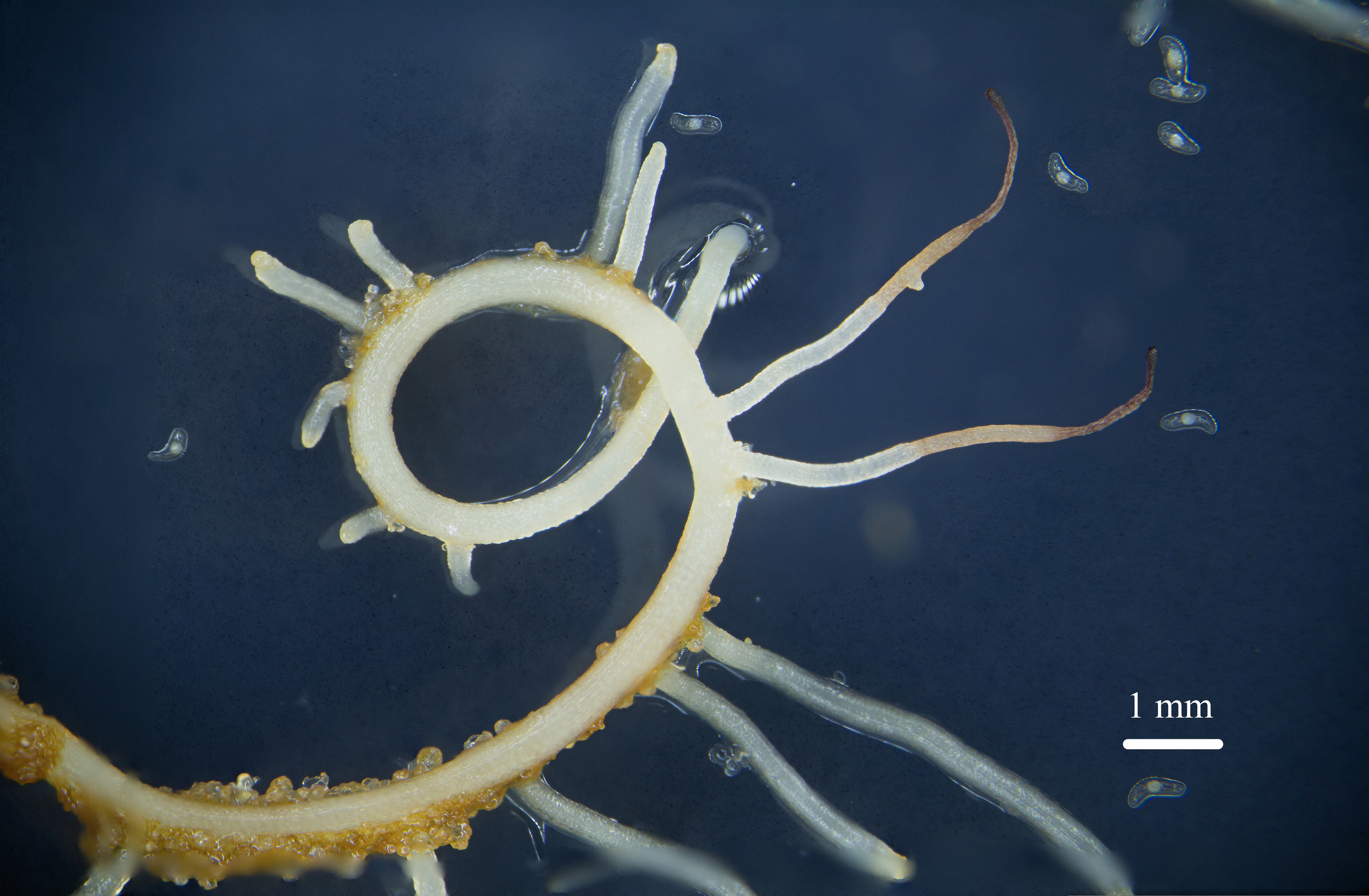
Junge Wurzel

## Ökologie
Beim Birngrün handelt es sich um einen skleromorphen Chamaephyten.
Wie alle Wintergrüngewächse lebt Orthilia secunda in Symbiose mit einem Wurzelpilz (Mykorrhiza). Dieser umgibt die Wurzeln mit einem dichten Mycelmantel und versorgt die Pflanze mit Wasser und Mineralsalzen, während der Pilz Kohlenhydrate erhält. Auch für die Keimlingsentwicklung scheint die Mykorrhiza von entscheidender Bedeutung zu sein.
Bei Birngrün erfolgt Insektenbestäubung oder Selbstbestäubung.

## Vorkommen
Orthilia secunda ist auf der Nordhalbkugel zirkumboreal weitverbreitet, und ihr Verbreitungsgebiet reicht bis Mexiko sowie Guatemala. Sie ist ein nordisch-eurasisch-kontinentales Florenelement.
Für Europa verläuft die Westgrenze ihres Areals in Deutschland. Birngrün fehlt weitgehend im nordwestdeutschen Tiefland; das nordostdeutsche Tiefland wird sporadisch besiedelt. Im Süden Mitteleuropas konzentrieren sich die Vorkommen mehr auf Gebirgsregionen (in Österreich bis in Höhenlagen von 2300 Metern). In den Allgäuer Alpen steigt das Birngrün am Südhang der Schlicke im Tiroler Teil bis zu einer Höhenlage von 1950 Meter auf. Durch anthropogene Landschaftsveränderungen, vor allem wohl durch die flächenhafte Eutrophierung über den Luftweg, aber auch durch forstwirtschaftliche Maßnahmen, sind die Bestände des Birngrüns stark zurückgegangen. Der übermäßige Nährstoffeintrag bewirkt eine Sukzession der Pflanzengesellschaften. Die für Orthilia und andere Wintergrüngewächse besonders typischen Flechten- und Hagermoos-Kiefernwälder wandeln sich dabei in Drahtschmielen-Kiefernwälder um. Von der sich ausbreitenden Drahtschmiele (Deschampsia flexuosa), einem Waldgras, werden die Pyrolaceen offenbar allmählich verdrängt. Später stellen sich weitere nährstoffzeigende Arten ein. In den Allgäuer Alpen steigt das Birngrün nur am Südhang der Schlicke im Tiroler Teil bis zu einer Höhenlage von 1950 Meter auf. Im Unterengadin erreicht das Birngrün sogar in eine Höhenlage von 2200 Metern. In Mexiko am Citlaltépetl werden sogar 3509 Meter erreicht.
Das Birngrün wächst in Mitteleuropa in moos- und flechtenreichen Fichten-, Tannen- und Kiefernforsten, in Hainsimsen-Buchenwäldern und in Buchen-Eichenwäldern, in Lehmgruben und in Steinbrüchen. Es gedeiht am besten auf mäßig trockenen bis frischen, nährstoffarmen, bodensauren bis basenreichen, modrig-humosen Sand- und Lehmböden und schattigen Standorten. Eine Vergesellschaftung mit anderen, allerdings teilweise noch selteneren Wintergrüngewächsen, beispielsweise dem Grünblütigen Wintergrün (Pyrola chlorantha), dem Moosauge (Moneses uniflora), dem Dolden-Winterlieb (Chimaphila umbellata) oder auch mit dem Fichtenspargel (Monotropa hypopitys), kann beobachtet werden. Das Birngrün kommt in Mitteleuropa vor allem im Pyrolo-Pinetum und in Piceieon-Pflanzengesellschaften vor.
Die Zeigerwerte nach Ellenberg sind: Lichtzahl 4 = Schatten- bis Halbschattenpflanze, Temperaturzahl indifferent, Kontinentalitätszahl 3 = See- bis gemäßigtes Seeklima zeigend, Feuchtezahl 5 = Frischezeiger, Feuchtewechsel: keinen Wechsel der Feuchte zeigend, Reaktionszahl indifferent, Stickstoffzahl 2 = ausgesprochene Stickstoffarmut bis Stickstoffarmut zeigend, Salzzahl 0 = nicht salzertragend, Schwermetallresistenz: nicht schwermetallresistent.
Die ökologischen Zeigerwerte nach Landolt et al. 2010 sind in der Schweiz: Feuchtezahl F = 3w (mäßig feucht aber mäßig wechselnd), Lichtzahl L = 2 (schattig), Reaktionszahl R = 3 (schwach sauer bis neutral), Temperaturzahl T = 2+ (unter-subalpin und ober-montan), Nährstoffzahl N = 2 (nährstoffarm), Kontinentalitätszahl K = 4 (subkontinental).

## Gefährdung
Durch anthropogene Landschaftsveränderungen, vor allem wohl durch die flächenhafte Eutrophierung über den Luftweg, aber auch durch forstwirtschaftliche Maßnahmen, sind die Bestände des Birngrüns in Mitteleuropa stark zurückgegangen. Der übermäßige Nährstoffeintrag bewirkt eine Sukzession der Pflanzengesellschaften. Die für Orthilia und andere Wintergrüngewächse besonders typischen Flechten- und Hagermoos-Kiefernwälder wandeln sich dabei in Drahtschmielen-Kiefernwälder um. Von der sich ausbreitenden Drahtschmiele (Deschampsia flexuosa), einem Waldgras, werden die Pyrolaceen offenbar allmählich verdrängt. Später stellen sich weitere nährstoffzeigende Arten ein.

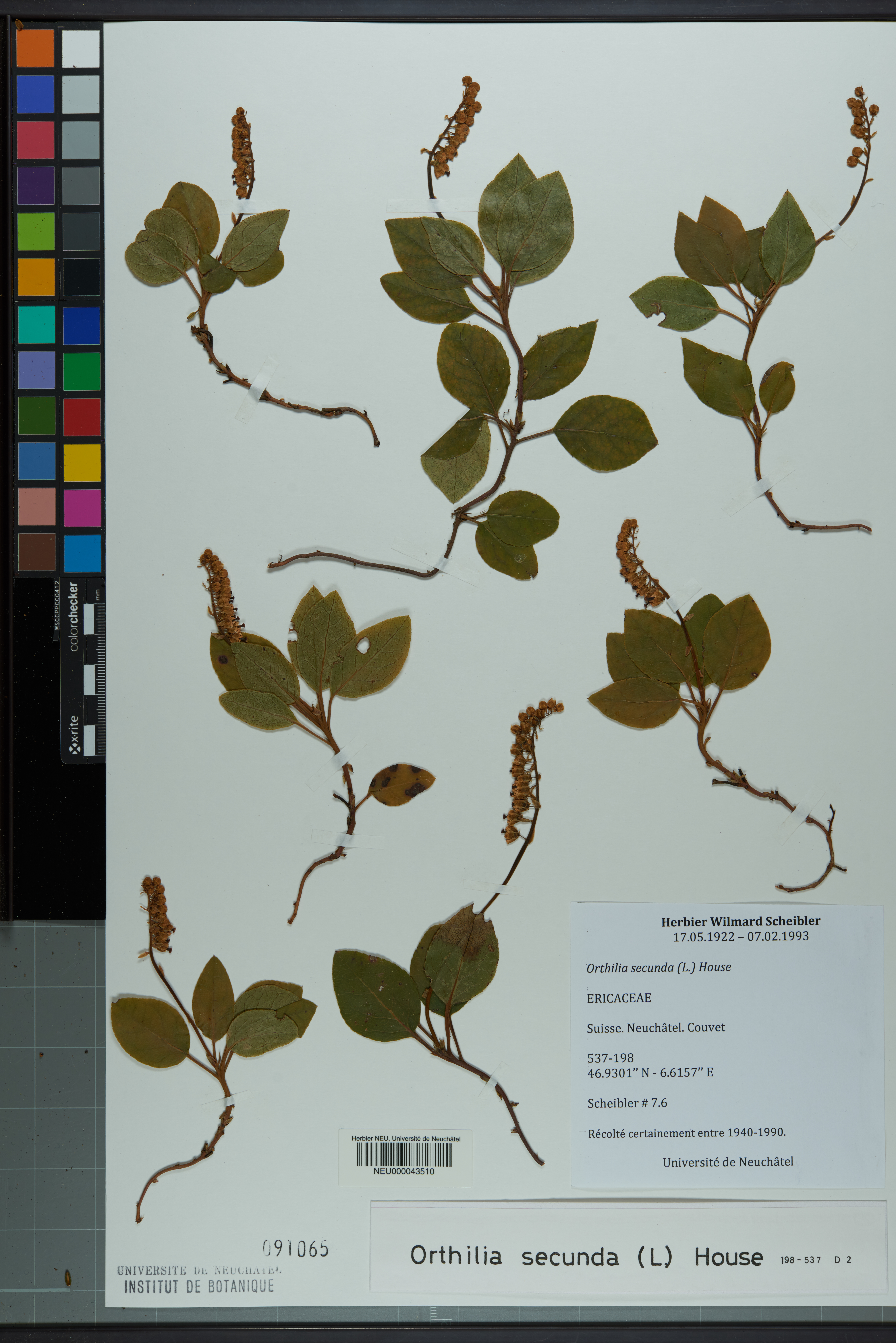
Herbarbeleg

## Systematik
Die Erstveröffentlichung erfolgte 1753 unter dem Namen (Basionym) Pyrola secunda L. durch Carl von Linné in Species Plantarum, Tomus I, Seite 396. Die Gattung Orthilia wurde 1840 durch Constantine Samuel Rafinesque in Autikon Botanikon, Seite 103–104 aufgestellt. Die Neukombination zu Orthilia secunda (L.) House wurde 1921 durch Homer Doliver House in American Midland Naturalist, Volume 7 (4–5), Seite 134 veröffentlicht. Der Lectotypus wurde 1993 durch Laurence Joseph Dorr und Fred Rogers Barrie in Brittonia, Volume 45, Seite 178 festgelegt. Der Gattungsname Orthilia bezieht sich auf den geraden Griffel. Das Artepitheton secunda bedeutet einseitswendig. Synonyme für Orthilia secunda (L.) House sind: Actinocyclus secundus (L.) Klotzsch, Orthilia elatior (Lange) House, Orthilia parvifolia Raf., Pyrola elatior (Lange) Lundell, Ramischia elatior (Lange) Rydb., Ramischia obtusata (Turcz.) Freyn, Ramischia secunda (L.) Garcke, Ramischia secundiflora Opiz, Orthilia secunda subsp. obtusata (Turcz.) Böcher, Orthilia secunda var. obtusata (Turcz.) House.
Orthilia secunda ist die einzige Art der monotypischen Pflanzengattung Orthilia Raf. in der Unterfamilie der Wintergrün- und Fichtenspargelgewächse (Monotropoideae) innerhalb der Familie der Heidekrautgewächse (Ericaceae).
Populationen wurden als Varietät, Unterart oder sogar als eigene Art beschrieben, aber die Unterschiede der Merkmale gehen kontinuierlich ineinander über, so dass keine Abgrenzung möglich ist.

## Nutzung
Die Laubblätter wurden als Herba Pirolae secundae als Wundmittel genutzt. Sie konnten auch als Teeersatz dienen. Sie enthalten Arbutin.

## Weiterführende Literatur
- Leho Tedersoo, Prune Pellet, Urmas Kõljalg, Marc-André Selosse: Parallel evolutionary paths to mycoheterotrophy in understorey Ericaceae and Orchidaceae: ecological evidence for mixotrophy in Pyroleae. – Ecophysiology, In: Oecologia, Volume 151, 2007, S. 206–217. Volltext-PDF. doi:10.1007/s00442-006-0581-2